# 霍伦埃格
霍伦埃格是奥地利施泰爾馬克州德意志兰茨贝格县的一个旧市镇，坐落在苏尔姆河谷（Sulmtal）。2015年，该市镇并入施万贝格（今更名为“巴特施万贝格”）。

## 地理位置

### 下属村镇
- 艾希埃格（Aichegg）
- 霍尔巴赫（Hohlbach）
- 霍伦埃格（Hollenegg）
- 克雷斯巴赫（Kresbach）
- 克鲁肯贝格（Kruckenberg）
- 诺伊贝格（Neuberg）
- 雷滕巴赫（Rettenbach）
- 特拉格（Trag）

## 發展历史
霍伦埃格在1165年第一次被提及。此地区曾经是1122年成立的施泰尔马克公国的一部分。1180年施泰尔马克公国从巴伐利亚分离出去。从1192年开始此地区被巴本伯格人以奥地利和施泰尔马克公国之间的人民联盟的形式统治着。1282年到1918年，此地区归哈布斯堡王朝管辖。1570年由弗朗西斯科·馬莫洛扩建，从1821年起成为了列支敦士登大公的私人财产。
1918年11月6日霍伦埃格作为施泰尔马克州的一部分被并入德奥联盟。在被德国吞并之后，霍伦埃格于1938年成为了施泰尔马克州的帝国高地。从1945年至1955年又成了英国占领区。